# Leo Remond
Leo Remond (* 11. August 1926 in Allschwil; † 15. Juli 2019 ebenda) war ein Schweizer bildender Künstler und Kunstpädagoge. Sein Werk umfasst Malerei, Zeichnungen, Plastiken, Siebdrucke, Lithografien, Wandbilder und Environment.

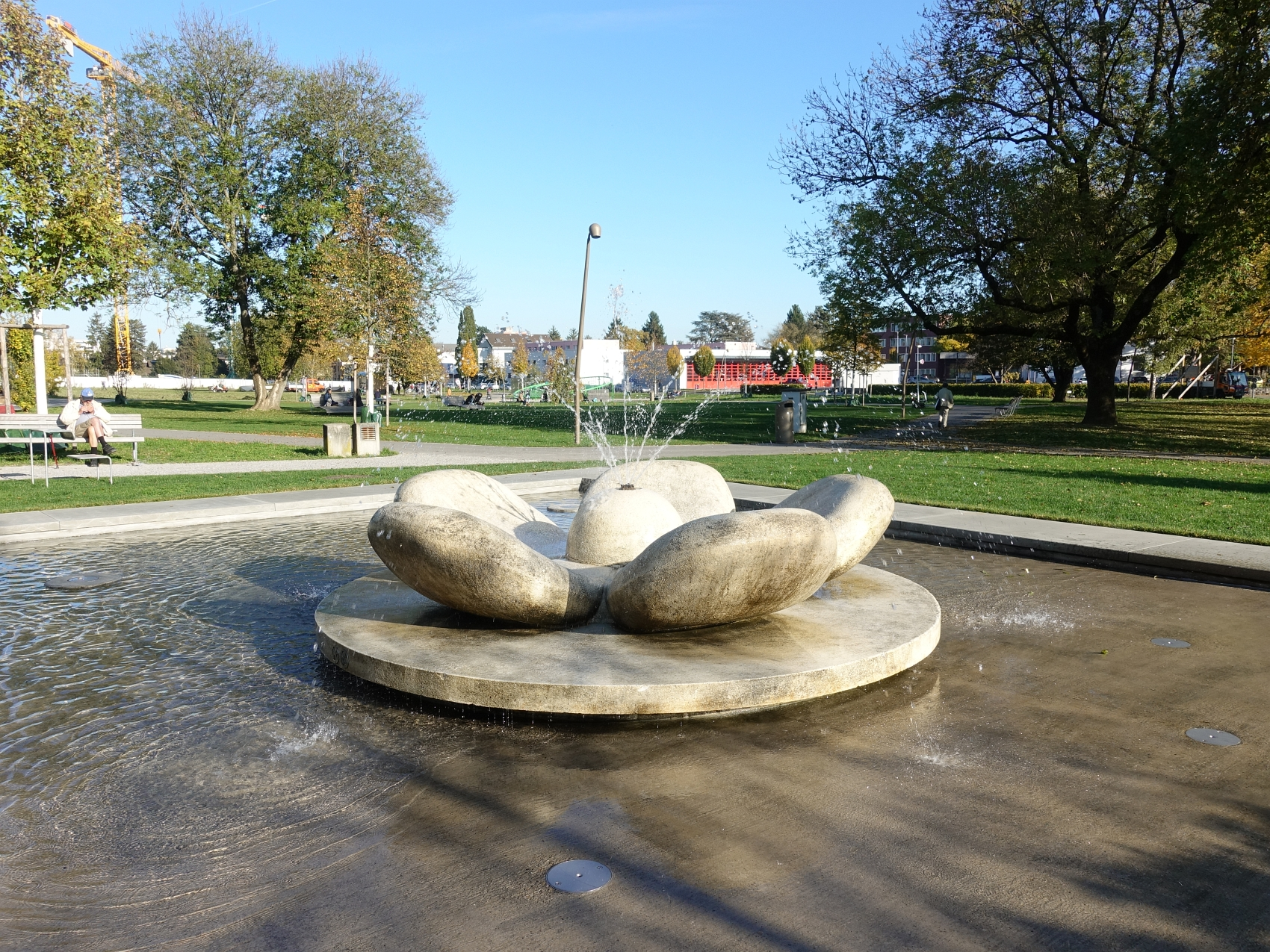
1983. Brunnenplastik, Bachbummele (Sumpfdotterblume). Gemeindepark Wegmatten, Allschwil.

## Leben und Werk
Leo Remond besuchte die Allgemeine Gewerbeschule Basel und konnte 1972 das Künstleratelier des Kantons Basel-Stadt in Paris nutzen. 1983 schuf er im Auftrag der Gemeinde Allschwil die Gussstein-Brunnenplastik «Bachbummele». Diese wurde bei der Neugestaltung des Gemeindeparks Wegmatten in einer kleinen Badeanlage für Kleinkinder integriert. Remond leitete viele Jahre die «Malgruppe Klingental» der Psychiatrischen Universitätspoliklinik Basel.
Seine Werke zeigte er in Gruppenausstellungen in der Kunsthalle Basel, im Kunsthaus Glarus und im Schloss Ebenrain in Sissach.